# Јановице на Ухлави
Јановице на Ухлави (чеш. Janovice nad Úhlavou) град је у Чешкој Републици. Град се налази у управној јединици Плзењски крај, у оквиру којег припада округу Клатови.

## Становништво
Према подацима о броју становника из 2014. године град је имао 2.264 становника.

## Галерија
- ватрогасна станица
- центар града
- градски дом
- Црква св. Јана Крститеља
- центар града